# イワン・チホン
イワン・チホン(ベラルーシ語: Іван Ціхан、ロシア語: Иван Тихон、1976年7月24日 - )は、ベラルーシの陸上競技選手である。日本では、イワン・ティホンとも呼ばれる。フロドナ州スロニム地区出身。
数々の国際大会でメダルを獲得したが、のちにドーピング違反が発覚し、2004年アテネ五輪以降に獲得したいくつかのメダルが剥奪されている。メダル剥奪はされていないが、2008年北京五輪でも違反薬物が検出されている。
2014年、ドーピング違反への措置として国際陸上競技連盟により2004年8月22日から2006年8月21日までのハンマー投記録を抹消された。

## 人物
2004年アテネオリンピックの男子ハンマー投で、日本の室伏広治についで銀メダルを獲得したが、2012年に行われた再検査でドーピング違反が発覚し、剥奪された。その後2005年に世界記録保持者のユーリ・セディフ（86m74）に次ぐ記録である86m73を樹立した。
ハンマー投では予選からファウルをすることが多いものの、最後の一投で逆転することが多い珍しい選手である。
TBSのスポーツマンNo.1決定戦の「ザ・ガロンスロー」では7m50cmの記録を持つ。
北京オリンピックでは、81.51mの記録を出して3位に入賞（銅メダル）したが、競技終了後のドーピング検査で禁止薬物が検出されたため、国際オリンピック委員会より失格処分が下され、記録と成績を剥奪される処分を受けたがスポーツ仲裁裁判所に不服を申し立て、2010年6月10日に処分が撤回されたため銅メダルを獲得した。
2012年8月、2004年アテネオリンピック時と2005年のドーピング検査で採取した検体を新手法で再検査した結果、禁止薬物の陽性反応を示したため、ロンドンオリンピックを欠場した。この後、12月にアテネ五輪の銀メダルの剥奪処分を受けた。
2013年3月、2005年世界陸上競技選手権大会で採取したドーピング検体を再検査した結果、またしても違反が発覚。獲得していた金メダルは剥奪された。
さらに2006年ヨーロッパ選手権（ヨーテボリ）で獲得した金メダルもドーピング違反で剥奪されている。
国際陸上競技連盟により2004年8月22日から2006年8月21日までの記録を抹消されたため、自己ベスト記録は2008年7月9日に記録した84m51となった。

## 自己ベスト
- 84m51 – 世界歴代6位（2008年7月9日）

## 主な実績
| 年   | 大会                               | 場所                         | 種目       | 結果 | 記録  |
| ---- | ---------------------------------- | ---------------------------- | ---------- | ---- | ----- |
| 1997 | ヨーロッパ陸上U23選手権            | トゥルク（フィンランド）     | ハンマー投 | 1位  | 77m46 |
| 2000 | オリンピック                       | シドニー（オーストラリア）   | ハンマー投 | 4位  | 79m17 |
| 2001 | 世界選手権                         | エドモントン（カナダ）       | ハンマー投 | 23位 | 74m43 |
| 2002 | ヨーロッパ陸上選手権               | ミュンヘン（ドイツ）         | ハンマー投 | 9位  | 77m86 |
| 2003 | 世界選手権                         | パリ（フランス）             | ハンマー投 | 1位  | 83m05 |
| 2003 | ユニバーシアード                   | 大邱（韓国）                 | ハンマー投 | 1位  | 82m77 |
| 2003 | IAAFワールドアスレチックファイナル | ソンバトヘイ（ハンガリー）   | ハンマー投 | 3位  | 80m84 |
| 2006 | IAAFワールドアスレチックファイナル | シュトゥットガルト（ドイツ） | ハンマー投 | 2位  | 81m12 |
| 2006 | IAAF陸上ワールドカップ             | アテネ(ギリシャ)             | ハンマー投 | 2位  | 80m00 |
| 2007 | 世界選手権                         | 大阪（日本）                 | ハンマー投 | 1位  | 83m63 |
| 2007 | IAAFワールドアスレチックファイナル | シュトゥットガルト（ドイツ） | ハンマー投 | 1位  | 82m05 |
| 2008 | オリンピック                       | 北京（中国）                 | ハンマー投 | 3位  | 81m51 |
| 2015 | 世界選手権                         | 北京（中国）                 | ハンマー投 | 21位 | 71m88 |
| 2016 | ヨーロッパ陸上選手権               | アムステルダム（オランダ）   | ハンマー投 | 2位  | 78m84 |
| 2016 | オリンピック                       | リオデジャネイロ（ブラジル） | ハンマー投 | 2位  | 77m79 |
| 2018 | ヨーロッパ陸上選手権               | ベルリン（ドイツ）           | ハンマー投 | 6位  | 75m79 |
| 2021 | オリンピック                       | 東京（日本）                 | ハンマー投 | 18位 | 74m57 |